# Rajiformes
In die Ordnung der Rajiformes werden je nach Autor eine bis vier rezente Familien der Rochen vereinigt. Die Systematik der Rochen ist stark umstritten und ständigen Revisionen ausgesetzt.

## Merkmale
Die Rajiformes besitzen einen abgeflachten Rumpf und vergrößerte Brustflossen, die, außer bei den Geigenrochen (Rhinobatidae), von der Seite des Kopfes bis zum Schwanzstiel reichen. Eine Afterflosse fehlt immer, Schwanz- und Rückenflossen sind bei einigen Familien noch vorhanden, bei anderen nicht. Augen und Kiemenöffnungen befinden sich auf der Oberseite.

## Familien
- Echte Rochen (Rajidae)
- Weichnasenrochen (Arhynchobatidae)
- Anacanthobatidae (nicht von allen Autoren als valide Familie anerkannt.)
- Gurgesiellidae[1]
- Cyclobatidae †
- Sclerorhynchoidei †

Die Zuordnung der fossilen Familie der Cyclobatidae zu den Rajiformes wird nicht von allen Autoren gleichermaßen anerkannt und einige sehen in der Gattung Ostarriraja aus dem Miozän von Oberösterreich den ältesten unzweifelhaften Beleg für einen Vertreter der Ordnung, von dem mehr als nur einige Einzelzähne erhalten sind.